# NGC 2725
NGC 2725 је галаксија у сазвежђу Рак која се налази на NGC листи објеката дубоког неба.
Деклинација објекта је + 11° 5' 51" а ректасцензија 9h 1m 3,2s. Привидна величина (магнитуда) објекта NGC 2725 износи 13,3 а фотографска магнитуда 14,3. NGC 2725 је још познат и под ознакама UGC 4732, MCG 2-23-18, CGCG 61-38, PGC 25332.